# Geoffrey of Langley
Geoffrey of Langley (* 1243; † 1307) war ein englischer Diplomat.

## Leben
Geoffrey of Langley war der jüngere Sohn von Geoffrey de Langley. Er war ein Verbündeter von Robert de Ferrers, 6. Earl of Derby. Als sich dieser 1268 dem Aufstand von Simon de Montfort, 6. Earl of Leicester gegen Eduard I. anschloss, wechselte Geoffrey of Langley in das Lager von Edmund Crouchback, 1. Earl of Lancaster.
Geoffrey of Langley beteiligte sich von 1270 bis 1271 am siebten Kreuzzug von Eduard I. in das Heilige Land. 1280 besaß in Geoffrey of Langley neben dem Anwesen zwei Wassermühlen, zwei Domänen und acht Bauernhöfe.
Geoffrey of Langley schloss sich 1290 in Genua, der Gesellschaft des Buscarello de Ghizolfi, Botschafter des mongolischen Ilchans Arghun an und reiste mit ihm nach Täbris, wo ab 1291 Gaichatu herrschte. Die Reisekostenabrechnungen der Mission sind erhalten geblieben.
Geoffrey war am 11. Januar 1293 zurück in Genua.
1294 begleitete Geoffrey of Langley Edmund Crouchback, 1. Earl of Lancaster nach Frankreich.